# Poddubí

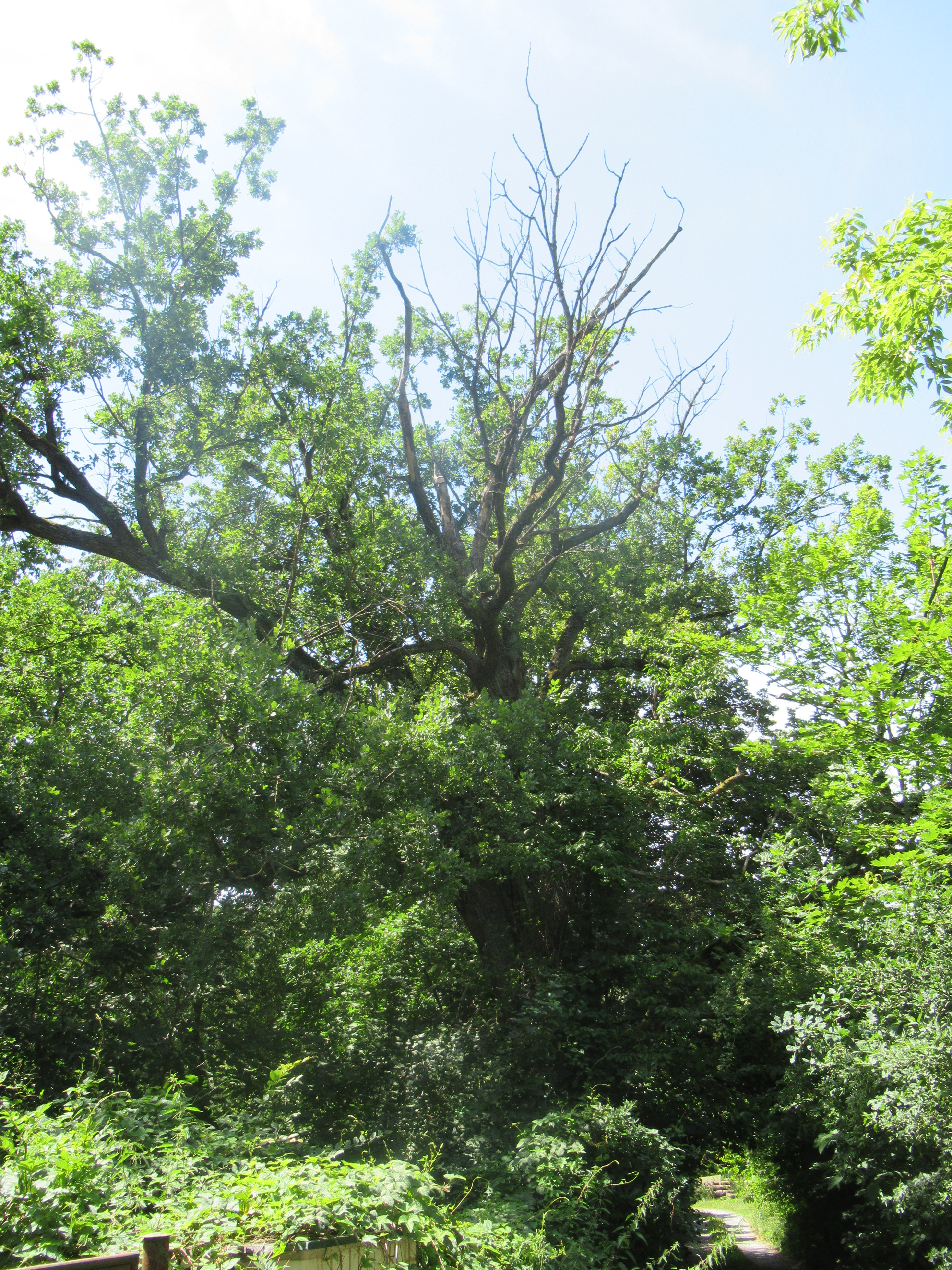
Duby letní u chaty č.0404, památné stromy

Poddubí je část obce Kaliště v okrese Praha-východ.
Část obce se nachází na pravém břehu řeky Sázavy a s obcí Hvězdonice na levém břehu je spojena visutou lávkou. V Poddubí je 8 ulic a trvale v něm žije 206 obyvatel.
Oblast podél Sázavy je významná pro rekreaci, s velkým počtem rekreačních chat. Územím prochází turistická cesta a cyklostezka podél Sázavy. Řeka je vzdutá nízkým jezem Poddubí, který sloužil původně mlýnu, později vodní elektrárně.